# Theodoor Dorrenplein

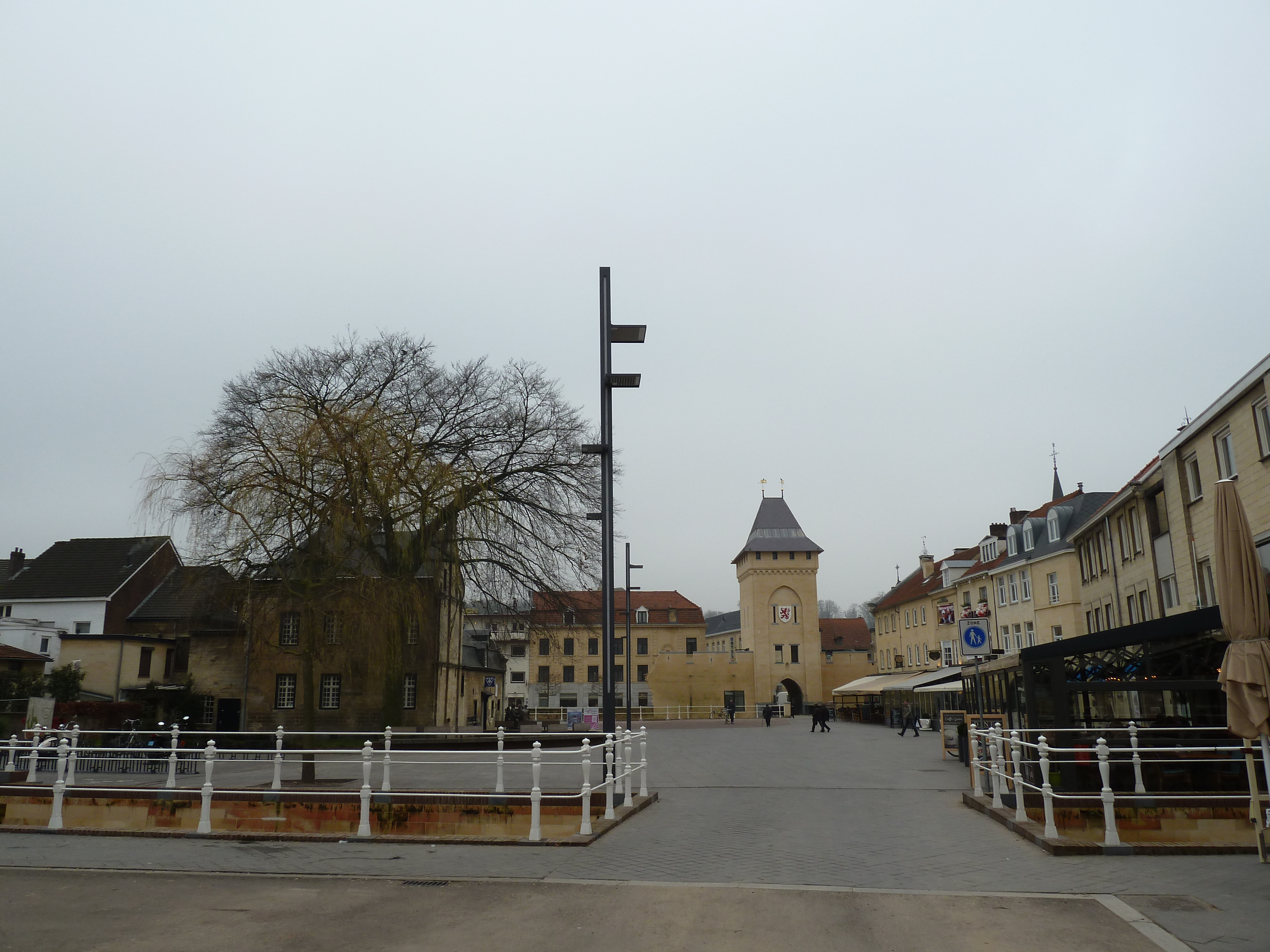
Het Th. Dorrenplein in 2015

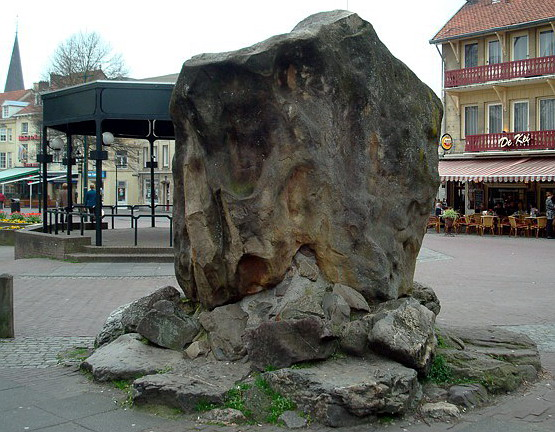
De Kei en de muziekkiosk in 2009

Het Theodoor Dorrenplein of Theo Dorrenplein is een plein in het stadje Valkenburg, gemeente Valkenburg aan de Geul, in de Nederlandse provincie Limburg. Het plein vormt het hart van het Valkenburgse winkelgebied en ligt iets ten noorden van de historische binnenstad op het zogenaamde Geuleiland tussen de twee takken van de Geul.
Het plein dankt zijn huidige naam (sinds 1950) aan Theodoor Dorren, wethouder, pionier van het Valkenburgs toerisme en medeoprichter van de eerste Nederlandse VVV. Theo Dorren was tevens lokaal historicus en kreeg in 1940 een oorkonde voor zijn ijver om de naam Valkenburg te doen terugkeren in plaats van de 'bastaardnaam' Valkenberg.
De Geulbruggen die toegang geven tot het plein zijn in de eerste helft van de jaren 2010 versmald om het historische karakter van de zuidelijker gelegen binnenstad meer te benadrukken. Aan de zuidzijde van het plein staat de in 2014 herbouwde Geulpoort, een van de drie grotere stadspoorten van Valkenburg. Aan de oostkant van het plein ligt het Spaans Leenhof, een barok gebouw uit de 17e eeuw. Het mergelstenen rijksmonument huisvest de Valkenburgse VVV.
Tot aan de (voorlopige) herinrichting van het plein in de eerste helft van de jaren 2010 was het plein ook de standplaats van "De Kei", een grote zwerfsteen die in Valkenburg bekendstond als de dieke sjtein, en een muziekkoepel. In 2014 werd de bebouwing aan de noordzijde van het plein gesloopt ten behoeve van de bouw van een ondergrondse parkeergarage en een winkelcentrum. Na het herstel van de Geulkades en de herbouw van de Geulpoort, is het de bedoeling ook het in de Tweede Wereldoorlog verwoeste hotel Croix de Bourgogne op het Theodoor Dorrenplein te herbouwen. Na een aantal vertragingen is men medio 2018 begonnen met voorbereidende werkzaamheden voor de bouw van het hotel en haar twee dependances die "Louis" en "Theodoor" gaan heten. Verwacht werd dat het complex begin 2020 opgeleverd zou worden. De herbouw heeft echter vertraging opgelopen.

## Zie ook

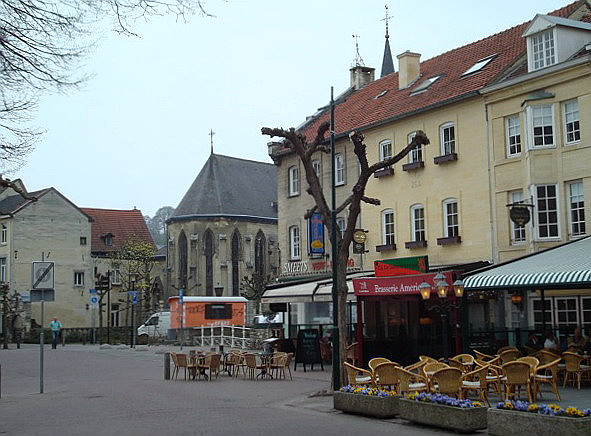
Terrassen aan het plein
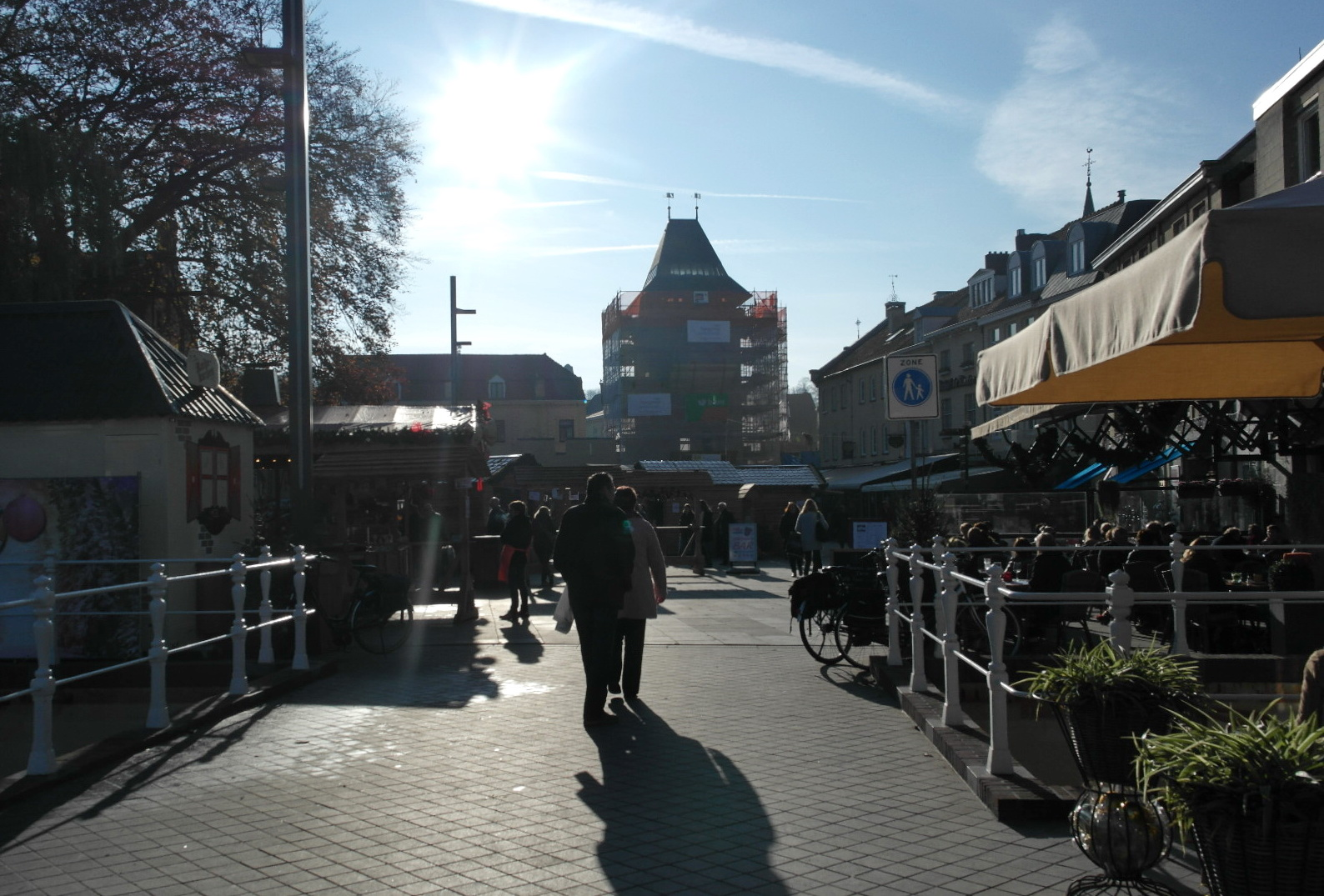
Kerstmarkt op het plein
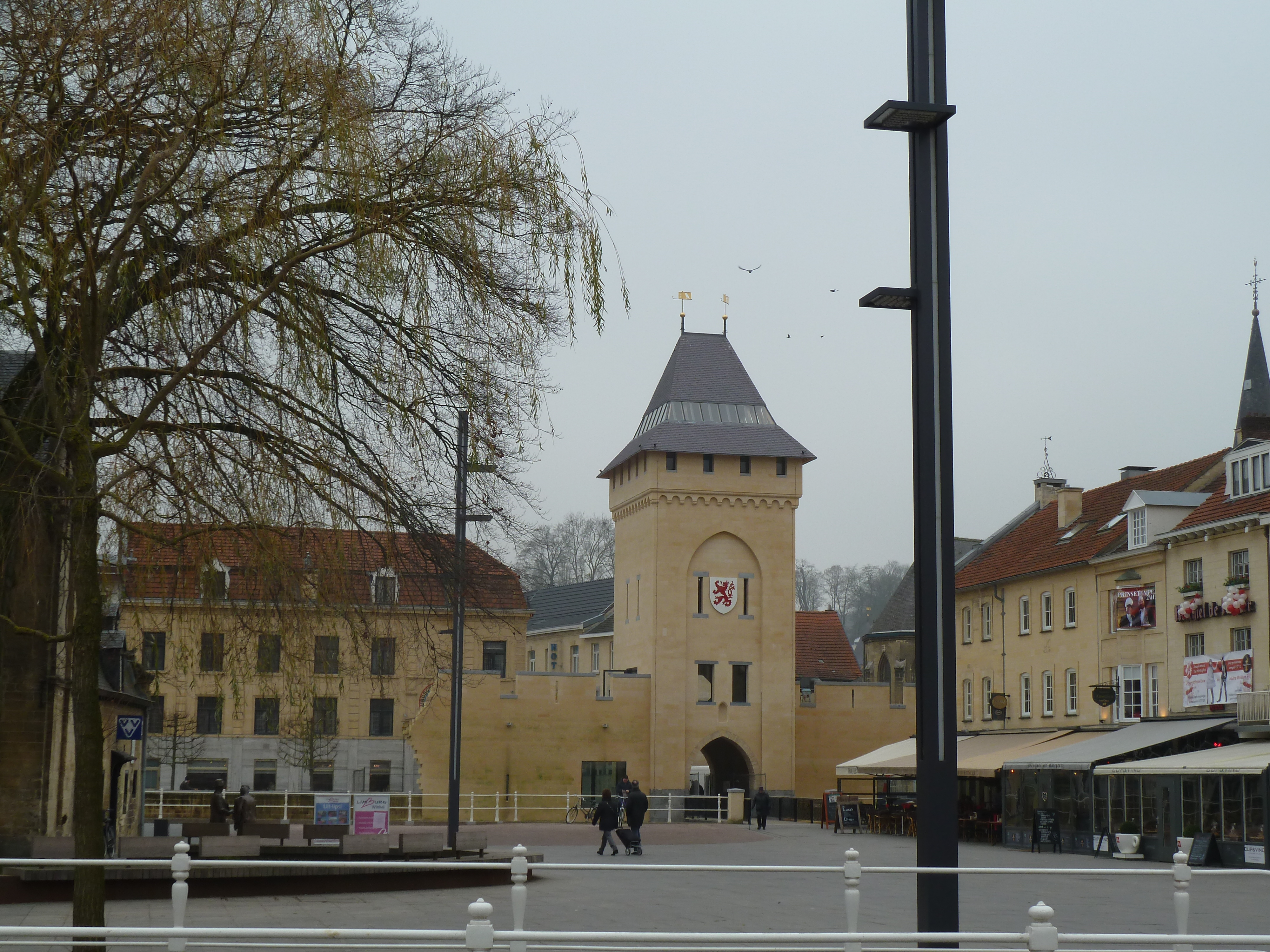
De Geulpoort
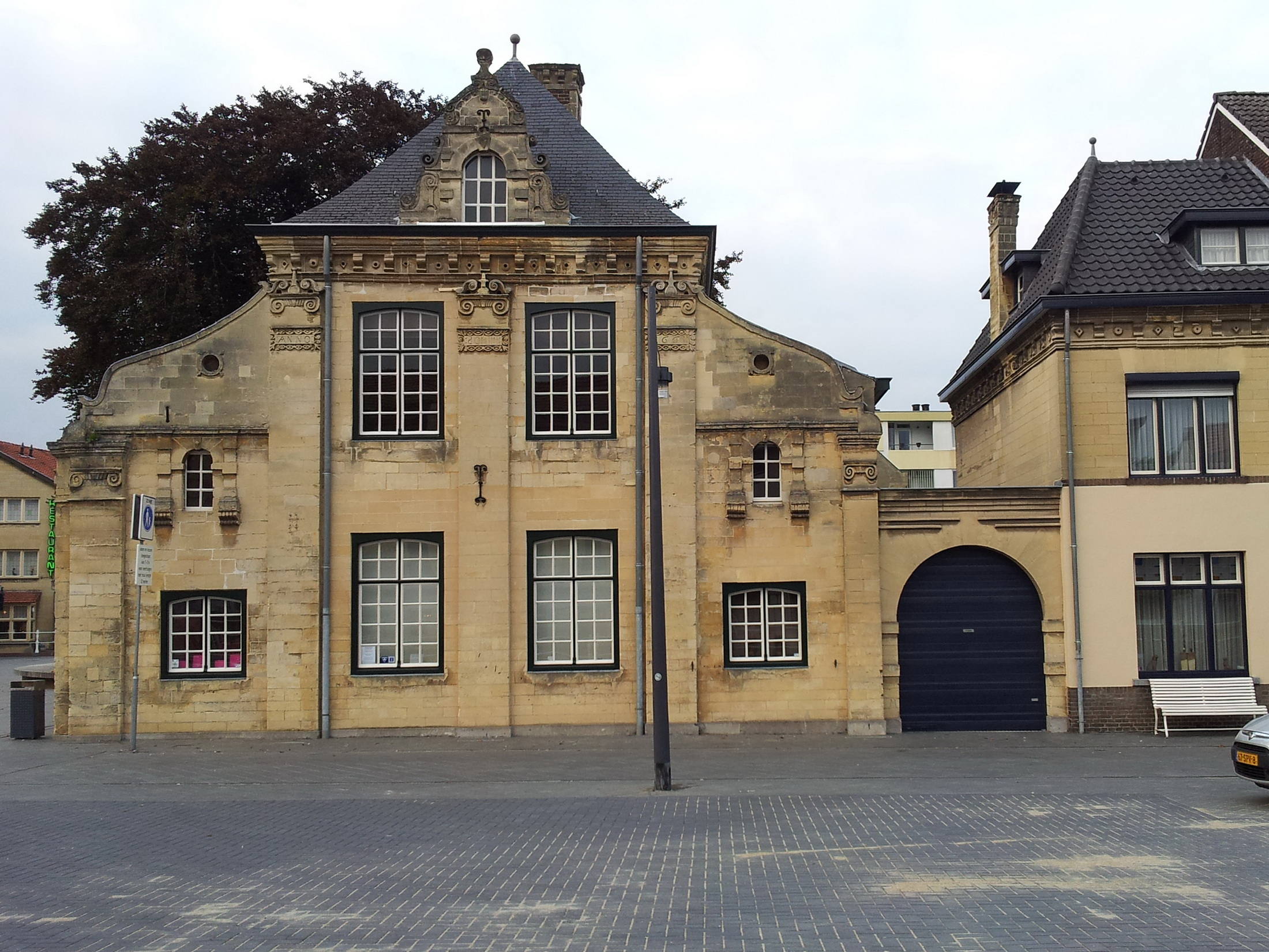
Spaans Leenhof